# Vogtkysten
Vogtkysten är namnet på Bouvetöns södra kust. Den har fått namn efter Benjamin Vogt (1863-1947), en norsk diplomat.